# 提亚达顿州立森林
提亞達頓州立森林（英語：Tiadaghton State Forest）是美國賓夕法尼亞州保護和自然資源局所管轄的賓夕法尼亞州州立森林，森林主要位於來可明縣西部和南部，小部分位於柯林頓縣、波特縣、泰奧加縣和尤寧縣。提亞達頓州立森林的地形由狹窄、地勢從平坦到傾斜的高原組成，這座高原被深邃而陡峭的山谷切割而成，這些山谷是由快速流動的山溪切割而成的。
提亞達頓州立森林區域辦公室名為提亞達頓資源管理中心，位於美國賓夕法尼亞州來可明縣沃特維爾鎮北部。提亞達頓是松溪的易洛魁語名稱，但其含義未知。